# Całka powierzchniowa
Całka powierzchniowa – całka, w której obszarem całkowania jest płat powierzchni.

## Całka niezorientowana
Inne nazwy to całka powierzchniowa funkcji skalarnej i całka powierzchniowa pierwszego rodzaju.

### Definicja formalna
Niech funkcja rzeczywista {\displaystyle f\colon \ S\to \mathbb {R} ,} określona na powierzchni {\displaystyle S\subset \mathbb {R} ^{3},} będzie ciągła. Poprzez {\displaystyle D} oznaczamy rzut powierzchni {\displaystyle S} na płaszczyznę {\displaystyle XY.} Dzielimy {\displaystyle D} na podobszary {\displaystyle \Delta \delta _{1},\Delta \delta _{2},\dots ,\Delta \delta _{n},} gdzie {\displaystyle \Delta \delta _{i}\cap \Delta \delta _{j}=\emptyset } dla każdego {\displaystyle i\not =j.} Oznaczmy przez {\displaystyle P} ten konkretny podział.
Oznaczamy przez {\displaystyle \Delta S_{i}} tę część powierzchni {\displaystyle S,} której rzutem na płaszczyznę {\displaystyle XY} jest {\displaystyle \Delta \delta _{i}.} Niech {\displaystyle |\Delta \delta _{i}|} oznacza pole powierzchni {\displaystyle \Delta \delta _{i},} a {\displaystyle |\Delta S_{i}|} pole powierzchni {\displaystyle \Delta S_{i}}. Na każdym {\displaystyle \Delta S_{i}} obieramy dowolny punkt {\displaystyle p_{i}=(x_{i},y_{i},z_{i})\in \Delta S_{i}.} Rzutem {\displaystyle p_{i}} na {\displaystyle XY} jest {\displaystyle (x_{i},y_{i},0)\in \Delta \delta _{i}.}
Tworzymy sumę {\displaystyle \sigma (P)=\sum _{i=1}^{n}f(p_{i})|\Delta S_{i}|.} Rozpatrujemy taki ciąg tych podziałów {\displaystyle P,} żeby największa ze średnic {\displaystyle \Delta S_{i}} dążyła do zera. Jeżeli dla każdego takiego ciągu podziałów i dla dowolnie wybranych punktów pośrednich {\displaystyle p_{i}} ciąg sum {\displaystyle \sigma (P)} dąży do tej samej granicy, to granicę tę oznaczamy symbolem
{\displaystyle \iint \limits _{S}f(x,y,z)\;dS}
i nazywamy całką powierzchniową niezorientowaną.

### Obliczanie

#### Płat dany jawnie
Jeśli płat dany równaniem {\displaystyle z=\varphi (x,y),} gdzie funkcja {\displaystyle \varphi (x,y)} jest klasy {\displaystyle C^{1}} w {\displaystyle D,} to
{\displaystyle \iint \limits _{S}f(x,y,z)\;dS=\iint \limits _{D}f{\big (}x,\ y,\ \varphi (x,y){\big )}{\sqrt {1+\left({\frac {\partial \varphi }{\partial x}}\right)^{2}+\left({\frac {\partial \varphi }{\partial y}}\right)^{2}}}\;dx\;dy.}

#### Płat dany parametrycznie
Niech płat dany jest równaniami {\displaystyle x=x(u,v),\ y=y(u,v),\ z=z(u,v)} i ponadto zachodzą następujące warunki:
- funkcje {\displaystyle x(u,v),\ y(u,v),\ z(u,v)} są klasy {\displaystyle C^{1}} w {\displaystyle D;}
- {\displaystyle D} jest obszarem regularnym domkniętym, ograniczonym jedną krzywą zamkniętą zwykłą częściami gładką;
- różnym punktom wnętrza {\displaystyle S} odpowiadają różne punkty {\displaystyle D;}
- wyrażenie {\displaystyle H={\begin{vmatrix}x_{u}&y_{u}\\x_{v}&y_{v}\end{vmatrix}}^{2}+{\begin{vmatrix}y_{u}&z_{u}\\y_{v}&z_{v}\end{vmatrix}}^{2}+{\begin{vmatrix}z_{u}&x_{u}\\z_{v}&x_{v}\end{vmatrix}}^{2}} jest różne od zera wewnątrz {\displaystyle D.}

Wtedy
{\displaystyle \iint \limits _{S}f(x,y,z)\;dS=\iint \limits _{D}f{\big (}x(u,v),\ y(u,v),\ z(u,v){\big )}{\sqrt {H}}\;du\;dv.}
Uwaga. Wyrażenie {\displaystyle H} jest sumą kwadratów minorów wziętych z macierzy Jakobiego{\displaystyle {\frac {D(x,y,z)}{D(u,v)}}={\begin{bmatrix}x_{u}&y_{u}&z_{u}\\x_{v}&y_{v}&z_{v}\end{bmatrix}}.}

### Przykłady zastosowania
Jeżeli funkcja {\displaystyle f(x,y,z)} wyraża gęstość materialnego płata {\displaystyle S} w punkcie {\displaystyle (x,y,z),} to masa całego tego płata jest równa {\displaystyle \iint \limits _{S}f(x,y,z)dS.}
Pole powierzchni płata {\displaystyle S} jest równe {\displaystyle \iint \limits _{S}dS.}

## Całka zorientowana
Inne nazwy to całka powierzchniowa składowej normalnej wektora, strumień wektora przez powierzchnię, całka powierzchniowa drugiego rodzaju.

### Definicja
Niech funkcja wektorowa {\displaystyle F\colon \ S\to \mathbb {R} ^{3},} określona na powierzchni {\displaystyle S\subset \mathbb {R} ^{3},} będzie ciągła.
Poprzez {\displaystyle D} oznaczamy rzut powierzchni {\displaystyle S} na płaszczyznę {\displaystyle XY.}
{\displaystyle D} dzielimy na podobszary {\displaystyle \Delta \delta _{1},\Delta \delta _{2},\dots ,\Delta \delta _{n},} takie że {\displaystyle \Delta \delta _{i}\cap \Delta \delta _{j}=\emptyset } dla każdego {\displaystyle i\not =j.} Poprzez {\displaystyle P} oznaczamy ten konkretny podział. Przez {\displaystyle \Delta S_{i}} oznaczamy tę część powierzchni {\displaystyle S,} której rzutem na płaszczyznę {\displaystyle XY} jest {\displaystyle \Delta \delta _{i},} a przez {\displaystyle |\Delta S_{i}|} oznaczamy pole powierzchni {\displaystyle \Delta S_{i}.}
Na każdym {\displaystyle \Delta S_{i}} obieramy dowolny punkt {\displaystyle p_{i}=(x_{1},y_{i},z_{i})\in \Delta S_{i}.} Rzutem {\displaystyle p_{i}} na {\displaystyle XY} jest {\displaystyle (x_{i},y_{i},0)\in \Delta \delta _{i}.}
Tworzymy sumę {\displaystyle \sigma (P)=\sum _{i=1}^{n}F_{N}(p_{i})|\Delta S_{i}|,} gdzie {\displaystyle F_{N}(p_{i})} jest składową wektora {\displaystyle F(p_{i})=(X(p_{i}),Y(p_{i}),Z(p_{i}))} normalną do {\displaystyle \Delta S_{i}.}
Rozpatrujemy taki ciąg tych podziałów {\displaystyle P,} żeby największa ze średnic {\displaystyle \Delta S_{i}} dążyła do zera. Jeżeli dla każdego takiego ciągu podziałów i dla dowolnie wybranych punktów pośrednich {\displaystyle p_{i}} ciąg sum {\displaystyle \sigma (P)} dąży do tej samej granicy, to granicę tę oznaczamy symbolem
{\displaystyle \iint \limits _{S}X(x,y,z)dydz+Y(x,y,z)dzdx+Z(x,y,z)dxdy,}
lub
{\displaystyle \iint \limits _{S}Xdydz+Ydzdx+Zdxdy}
i nazywamy całką powierzchniową zorientowaną. Niekiedy używa się również oznaczenia {\displaystyle \iint \limits _{S}\mathbf {F} \cdot d\mathbf {S} ,} {\displaystyle \iint \limits _{S}{\vec {F}}\cdot d{\vec {S}}} lub podobnego.
Związek całki skierowanej z nieskierowaną jest następujący:
{\displaystyle \iint \limits _{S}\left(X\;dy\;dz+Y\;dz\;dx+Z\;dx\;dy\right)=\iint \limits _{S}(X\cos \alpha +Y\cos \beta +Z\cos \gamma )\;dS,} gdzie {\displaystyle \alpha ,\ \beta ,\ \gamma }
to kąty pomiędzy wektorem normalnym do powierzchni S w punkcie {\displaystyle (x,y,z),} a osiami układu współrzędnych.

### Obliczanie

#### Płat dany jawnie
Niech płat jest zadany równaniem {\displaystyle z=\varphi (x,y),} gdzie funkcja {\displaystyle \varphi } jest klasy {\displaystyle C^{1}} w {\displaystyle D.} I niech {\displaystyle \mathbf {N} =[-\varphi _{x},-\varphi _{y},1]} jest wektorem normalnym do {\displaystyle S} skierowanym zgodnie z osią {\displaystyle OZ.} Wtedy
{\displaystyle \iint \limits _{S}\mathbf {F} (x,y,z)d\mathbf {\;S} =\varepsilon \iint \limits _{D}\mathbf {F} (x,\ y,\ \varphi (x,y))\mathbf {N} \;dx\;dy=}
{\displaystyle =\varepsilon \iint \limits _{D}{\Big (}-X\left(x,\ y,\ \varphi (x,y)\right)\varphi _{x}-Y\left(x,\ y,\ \varphi (x,y)\right)\varphi _{Y}+Z(x,\ y,\ \varphi (x,y)){\Big )}\;dx\;dy,}
gdzie {\displaystyle \varepsilon =+1,} jeśli płat {\displaystyle S} jest zorientowany zgodnie z osią {\displaystyle OZ,} i {\displaystyle \varepsilon =-1,} jeśli jest zorientowany przeciwnie.

#### Płat dany parametrycznie
Niech płat dany jest równaniami {\displaystyle x=x(u,v),\ y=y(u,v),\ z=z(u,v),} gdzie wszystkie te funkcje są klasy {\displaystyle C^{1}} w {\displaystyle D.} I niech ponadto zachodzą następujące warunki:
- {\displaystyle D} jest obszarem regularnym domkniętym, ograniczonym jedną krzywą zamkniętą zwykłą częściami gładką;
- różnym punktom wnętrza {\displaystyle S} odpowiadają różne punkty {\displaystyle D;}
- wyrażenie {\displaystyle H=|\mathbf {h} |^{2}={\begin{vmatrix}x_{u}&y_{u}\\x_{v}&y_{v}\end{vmatrix}}^{2}+{\begin{vmatrix}y_{u}&z_{u}\\y_{v}&z_{v}\end{vmatrix}}^{2}+{\begin{vmatrix}z_{u}&x_{u}\\z_{v}&x_{v}\end{vmatrix}}^{2}} jest różne od zera wewnątrz {\displaystyle D} (jest to suma kwadratów minorów macierzy jakobianowej {\displaystyle {\frac {D(x,y,z)}{D(u,v)}}={\begin{bmatrix}x_{u}&y_{u}&z_{u}\\x_{v}&y_{v}&z_{v}\end{bmatrix}}}).

Wtedy:
{\displaystyle \iint \limits _{S}\mathbf {F} (x,y,z)d\mathbf {\;S} =\varepsilon \iint \limits _{D}\mathbf {F} (x,y,z)\cdot \mathbf {h} \;du\;dv,}
gdzie:
{\displaystyle \mathbf {h} =[x_{u},y_{u},z_{u}]\times [x_{v},y_{v},z_{v}]={\bigg [}{\begin{vmatrix}y_{u}&z_{u}\\y_{v}&z_{v}\end{vmatrix}},\ {\begin{vmatrix}z_{u}&x_{u}\\z_{v}&x_{v}\end{vmatrix}},\ {\begin{vmatrix}x_{u}&y_{u}\\x_{v}&y_{v}\end{vmatrix}}{\bigg ]}.}
Z własności iloczynu mieszanego mamy więc:
{\displaystyle \varepsilon \iint \limits _{D}\mathbf {F} (x,y,z)\cdot \mathbf {h} \;du\;dv=\varepsilon \iint \limits _{D}{\begin{vmatrix}X&Y&Z\\x_{u}&y_{u}&z_{u}\\x_{v}&y_{v}&z_{v}\end{vmatrix}}\;du\;dv.}
Tu {\displaystyle \varepsilon =+1,} gdy płat {\displaystyle S} jest zorientowany zgodnie z wektorem h; {\displaystyle \varepsilon =-1,} gdy jest zorientowany przeciwnie.

#### Dane 3 rzuty
Jeśli płat {\displaystyle S} można opisać wzorami {\displaystyle x=x(y,z),\ y=y(z,x),\ z=z(x,y),} gdzie wszystkie te funkcje są określone w zbiorach {\displaystyle S_{yz},} {\displaystyle S_{zx},} {\displaystyle S_{xy},} będących rzutami {\displaystyle S} odpowiednio na {\displaystyle OYZ,} {\displaystyle OZX,} {\displaystyle OXY,} to
{\displaystyle \iint \limits _{S}\mathbf {F} (x,y,z)d\mathbf {\;S} =\iint \limits _{S}\left(X\;dy\;dz+Y\;dz\;dx+Z\;dx\;dy\right)=}
{\displaystyle =\varepsilon _{x}\iint \limits _{S_{yz}}X(x(y,z),\ y,\ z)\;dy\;dz\;+\;\varepsilon _{y}\iint \limits _{S_{zx}}Y(x,\ y(z,x),\ z)\;dx\;dz\;+\;\varepsilon _{z}\iint \limits _{S_{xy}}Z(x,\ y,\ z(x,y))\;dx\;dy.}
{\displaystyle \varepsilon _{x}=+1,\varepsilon _{y}=+1,\varepsilon _{z}=+1,} gdy płat S jest zorientowany zgodnie z odpowiednią osią, a {\displaystyle -1} gdy jest zorientowany przeciwnie. {\displaystyle \varepsilon _{x}*\varepsilon _{z}=+1\Leftrightarrow z_{x}<0} itd.
- Jeżeli jeden lub dwa rzuty płata S mają pole równe zero, to we wzorze pozostają tylko dwie lub jedna całka podwójna.
- Wzór pozostaje słuszny, jeżeli tylko wewnętrznym punktom płata można przyporządkować punkty rzutów.
- Aby zastosować tę metodę do innych płatów, należy je podzielić na skończona liczbę płatów spełniających założenia.

### Przykłady
Całka powierzchniowa zorientowana występuje na przykład w prawie Gaussa (dla elektryczności, a także magnetyzmu i grawitacji) i prawie Ampère’a.